# 1844年美國總統選舉
1844年美國總統選舉（1844 United States presidential election）是第15屆美國總統選舉，由民主黨提名的詹姆斯·諾克斯·波爾克對上輝格黨提名的亨利·克萊。最終波爾克以1.4%的些微差距贏得選舉。